# Dweezil Zappa
Dweezil Zappa (født 5. september 1969 i Los Angeles, Californien) er en amerikansk guitarist og rockmusiker.
Han er søn af den amerikanske guitarist og komponist Frank Zappa og Gail Zappa.
1. ↑  Navnet er anført på engelsk og stammer fra Wikidata hvor navnet endnu ikke findes på dansk.